# Jan Bartoň
Jan Barton (* 29. Januar 1990) ist ein ehemaliger tschechischer Skilangläufer.

## Werdegang
Barton, der für den SK Nove Mesto na Morave startete, trat international erstmals im Februar 2007 beim Europäischen Olympischen Winter-Jugendfestival 2007 in Jaca in Erscheinung. Dort belegte er den 30. Platz über 7,5 km klassisch und den 19. Rang über 10 km Freistil. Seine ersten Rennen im Slavic Cup absolvierte er im Dezember 2008 in Horní Mísečky, welche er auf dem 65. Platz über 10 km klassisch und auf dem 42. Platz über 15 km Freistil beendete. Im folgenden Monat kam er in Wisla mit dem zweiten Platz im Sprint erstmals im Slavic Cup aufs Podest. In der Saison 2010/11 errang er im Slavic Cup in Gerlachov den zweiten Platz im Sprint und holte im Sprint in Nové Město seinen ersten Sieg im Slavic Cup. Er belegte damit den neunten Platz in der Gesamtwertung. Im Dezember 2011 debütierte er in Düsseldorf im Skilanglauf-Weltcup. Dabei kam er auf den 35. Platz im Sprint und auf den 18. Rang im Teamsprint. In der Saison 2012/13 siegte er im Slavic Cup in Wisla im Sprint und errang in Kremnica den dritten Platz im Sprint. Bei den Nordischen Skiweltmeisterschaften 2013 im Fleimstal gelang ihn der 55. Platz im Sprint. Zum Saisonende wurde er Achter in der Gesamtwertung des Slavic Cups. Im Februar 2015 belegte er bei den Nordischen Skiweltmeisterschaften 2015 in Falun den 32. Platz im Sprint und holte im Sprint in Kremnica seinen dritten Sieg im Slavic Cup. In der Saison 2015/16 erreichte er drei Top-Zehn-Platzierungen im Slavic Cup, darunter Platz zwei im Sprint in Kremnica und Platz eins im Sprint in Štrbské Pleso und belegte damit den vierten Platz in der Gesamtwertung des Slavic Cups. Seine ersten und einzigen Weltcuppunkte holte er bei der Tour de Ski 2016/17 mit dem 27. Platz im Sprint. Bei den Nordischen Skiweltmeisterschaften 2017 in Lahti kam er auf den 42. Platz im Sprint. Letztmals im Weltcup startete er im Januar 2018 in Seefeld in Tirol, wobei er den 86. Platz im Sprint errang.

## Siege bei Continental-Cup-Rennen
| Nr. | Datum             | Ort           | Disziplin        | Serie      |
| --- | ----------------- | ------------- | ---------------- | ---------- |
| 1.  | 25. Februar 2011  | Nové Město    | Sprint klassisch | Slavic Cup |
| 2.  | 2. Februar 2013   | Wisla         | Sprint klassisch | Slavic Cup |
| 3.  | 28. Februar 2015  | Kremnica      | Sprint Freistil  | Slavic Cup |
| 4.  | 12. Dezember 2015 | Štrbské Pleso | Sprint Freistil  | Slavic Cup |
| 5.  | 17. Dezember 2016 | Štrbské Pleso | Sprint Freistil  | Slavic Cup |